# Hemipsilichthys
Hemipsilichthys es un género de peces siluriformes de la familia Loricariidae. Están restringidos a la región sudeste de Brasil en Paraíba do Sul y las cuencas del río Perequê-Áçu y Taquari. Hemipsilichthys, junto con Delturus, forman un clado (Delturinae).

## Especies
Actualmente hay tres especies reconocidas para este género:
- Hemipsilichthys gobio (Lütken, 1874)
- Hemipsilichthys nimius Pereira, Reis, Souza & Lazzarotto, 2003
- Hemipsilichthys papillatus Pereira, Oliveira & Oyakawa, 2000

Otras especies que fueron incluidas en este género han sido movidas a Pareiorhaphis, que son:
- Hemipsilichthys azygolechis
- Hemipsilichthys bahianus
- Hemipsilichthys cameroni
- Hemipsilichthys cerosus
- Hemipsilichthys eurycephalus
- Hemipsilichthys garbei
- Hemipsilichthys hypselurus
- Hemipsilichthys hystrix
- Hemipsilichthys mutuca
- Hemipsilichthys nudulus
- Hemipsilichthys splendens
- Hemipsilichthys steindachneri
- Hemipsilichthys stephanus
- Hemipsilichthys stomias
- Hemipsilichthys vestigipinnis